# ジョン・フリッゼル
ジョン・フリッゼル（John Frizzell、1966年 - ）は、アメリカ合衆国の映画音楽作曲家。ニューヨーク出身。ジョン・フリッツェルとも表記される。また、ジャンニ・フリッゼリ（Gianni Frizzelli）やジョン・C・フリッゼル（John C. Frizzell）とクレジットされることもある。

## 主なフィルモグラフィ
- 潜在殺意 The Rich Man's Wife (1996年)
- Beavis and Butt-head Do America（1996年）
- ダンテズ・ピーク Dante's Peak（1997年）
- エイリアン4 Alien: Resurrection（1997年）
- マフィア! Mafia!（1998年）※Gianni Frizzelli名義
- ラストサマー2 I Still Know What You Did Last Summer（1998年）
- リストラ・マン Office Space（1999年）
- 鬼教師ミセス・ティングル Teaching Mrs. Tingle（1999年）
- バウンティ・キッド The White River Kid（1999年）
- ビューティフル Beautiful（2000年）
- ロックダウン Lockdown（2000年）
- プッシーキャッツ Josie and the Pussycats（2001年）
- 13ゴースト Thir13en Ghosts（2001年）
- DEAN/ディーン James Dean（2001年）
- スラップ・ショット2 Slap Shot 2: Breaking the Ice（2002年）
- ゴーストシップ Ghost Ship（2002年）
- ゴッド&ジェネラル/伝説の猛将 Gods and Generals（2003年）
- ブラック・ダイヤモンド Cradle 2 the Grave（2003年）
- DEATH GAME デスゲーム Stay Alive（2006年）
- 怨霊の森 The Woods（2006年）
- カニング・キラー/殺戮の沼 Primeval（2007年）
- リーピング The Reaping（2007年）
- ブラックアイリッシュ Black Irish（2007年）
- ヘンリー・プールはここにいる 〜壁の神様〜 Henry Poole Is Here（2008年）
- 100 フィート 100 Feet（2008年）
- 下宿人 The Lodger（2009年）
- ホワイトアウト Whiteout（2009年）
- レギオン Legion（2010年）
- シェルター Shelter（2010年）
- ザ・ルームメイト The Roommate（2011年）
- 飛びだす 悪魔のいけにえ レザーフェイス一家の逆襲 Texas Chainsaw 3D（2013年）
- ザ・フォロイング The Following（2013年–2015年）テレビドラマ
- パーフェクト・ルーム The Loft（2014年）
- サロゲート -危険な誘い- When the Bough Breaks（2016年）
- エンドレス・エクソシズム The Possession of Hannah Grace（2018年）